# Петшейовиці
Петшейовиці (пол. Pietrzejowice) — село в Польщі, у гміні Коцмижув-Любожиця Краківського повіту Малопольського воєводства.
Населення — 373 особи (2011).
У 1975-1998 роках село належало до Краківського воєводства.

## Демографія
Демографічна структура станом на 31 березня 2011 року:
|          | Загалом | Допрацездатний вік | Працездатний вік | Постпрацездатний вік |
| -------- | ------- | ------------------ | ---------------- | -------------------- |
| Чоловіки | 188     | 31                 | 143              | 14                   |
| Жінки    | 185     | 27                 | 117              | 41                   |
| Разом    | 373     | 58                 | 260              | 55                   |